# クリケット日本代表
クリケット日本代表（クリケットにほんだいひょう）とは、日本の代表として国際的な試合に出場しているクリケットチーム。2005年からは国際クリケット評議会の準メンバーとなっているが、その以前の1989年から提携は行っていた。2019年9月25日現在におけるトゥエンティ20・インターナショナルでの世界ランクは57位である。

## 歴史
クリケットが最初に日本で行われたのは1868年の横浜で、イギリスの商人の一団と横浜クリケットクラブが現在の横浜スタジアムの元となる地で行われた。横浜クリケットクラブはその後横浜カントリー&アスレティッククラブと名前を変え、現在も活動している。その後は1980年代までは黎明期が続いたものの、1984年に日本クリケット協会が結成されると、1989年からは国際クリケット評議会との提携も始めた。ナショナルチームの最初の国際大会は1996年のACCトロフィーでフィジーに380ラン差の大差で完敗している。同大会には1998年と2000年にも出場しているがよい成績は収めることができていない。
2000年のACCトロフィー出場後はアジアクリケット評議会を脱退し、ICCによるEast Asia/Pacific regionに加盟した。2002年2月にはオーストラリアで開催された東アジア太平洋大会に出場し、日本、インドネシア、韓国、オーストラリア・アボリジニのチームの中で2位の成績を残した。2004年には2007年のクリケットワールドカップの最終予選の東アジア太平洋地域においての開催国となったものの、フィジー、トンガ、インドネシアらの国に敗れてワールドカップへの切符を手にすることはできなかった。
2005年6月には国際クリケット評議会の総会にて日本の準メンバーへの昇格が認められた。また同年にバヌアツで開催されたICC EAPクリケットカップでは決勝でクック諸島を破り優勝を果たし、国際クリケット評議会の主催する大会で初めての優勝を果たした。2006年にもブリズベンで開催されたICC EAPクリケットトロフィーで、バヌアツ、クック諸島、サモア、トンガ、インドネシアなどを相手に優勝を果たしている。
2010年アジア競技大会でクリケットが加わるため、日本クリケット協会が日本オリンピック委員会承認団体となり、同大会に日本代表を派遣することが確実となったが、実際には派遣されなかった。
2019年にはU-19代表が予選を勝ち抜き、2020 U-19クリケット・ワールドカップの出場権を手に入れた。各年代、男女通じて初のワールドカップ出場となったが、グループステージと順位決定戦を通じて全敗し、出場16ヵ国中最下位に終わった。

## 代表成績

### ACCトロフィー
- 1996: First round[5]
- 1998: First round[6]
- 2000: First round[7]

### ワールド・クリケット・リーグ
- 2008: Division 5 Tenth place
- 2009: Division 7 Fourth place
- 2011: Division 7 Sixth place
- 2012: Division 8 Third place

### 東アジアカップ[13][14]
- 2015: 2nd place[15]
- 2016: 2nd place[16][17][18][19]
- 2018: Won[20]

## 主な選手
- 網野知博(profile)
- 入江亨(profile)
- 小林正臣(profile)
- 茅野達郎(ウィケットキーパー)(profile)
- ニール・ハリソン(profile)
- パトリック・ジョーンズ(profile)
- 花田淳明(profile)
- 藤哲郎(profile)
- 宮地直樹(profile)
- 八倉慎哉
- 木村昇吾